# Geografia Gwatemali

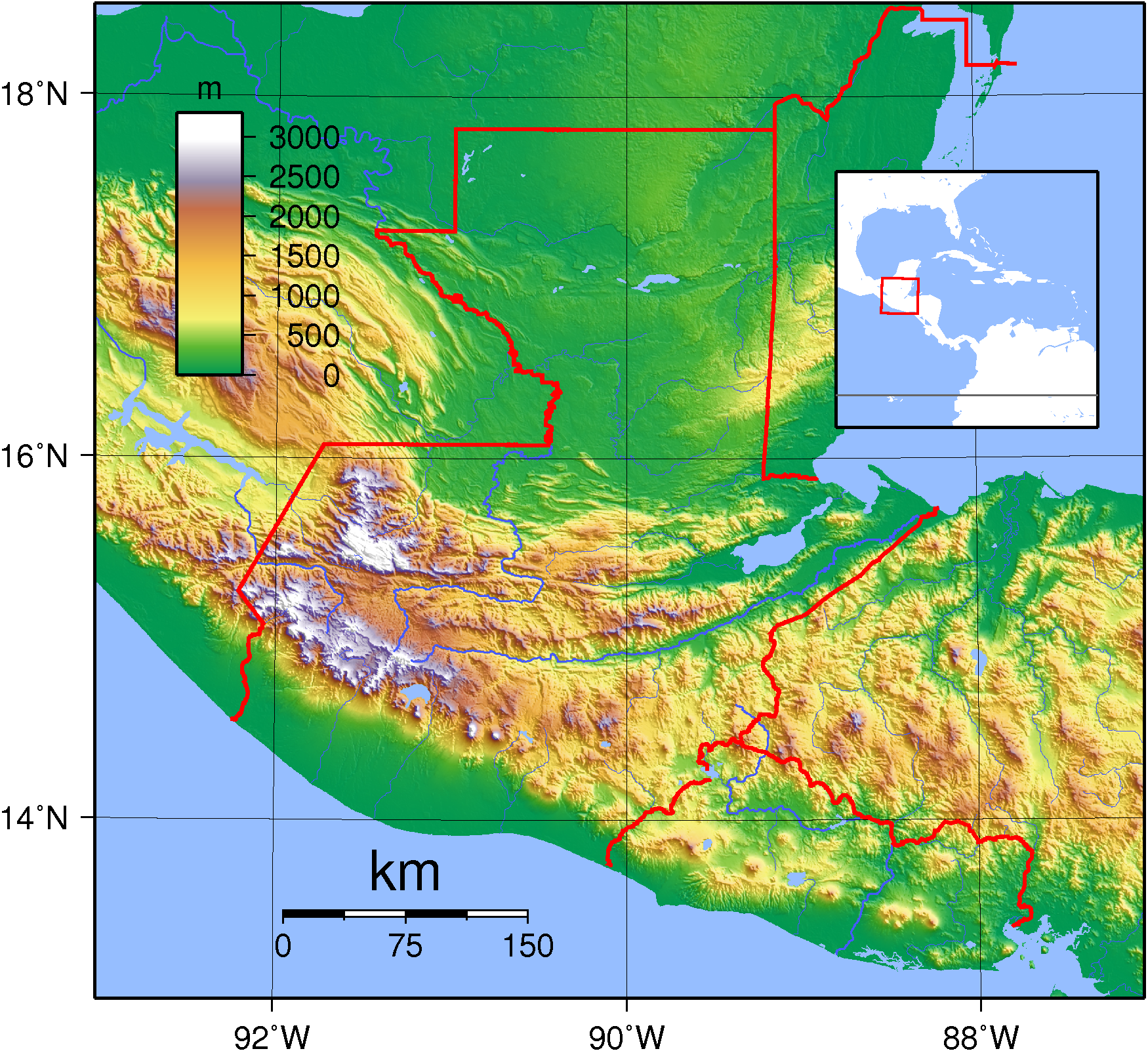
Mapa fizyczna Gwatemali

Gwatemala jest jednym z kilku państw leżących w wąskim pasie Ameryki Środkowej. Kraj cechuje się urozmaiconym krajobrazem, aktywnością wulkaniczną i zróżnicowanym klimatem. Gwatemala posiada dobrze zachowaną szatę roślinną i bogatą gatunkowo faunę.

## Powierzchnia, położenie, skrajne punkty i granice
Powierzchnia: 108 890 km² – nieco mniejsza niż ⅓ powierzchni Polski.
Położenie: Gwatemala leży w południowej części kontynentu północnoamerykańskiego, na południe od Meksyku. Na południu naturalną granicę stanowi Ocean Spokojny, na północnym wschodzie Gwatemala ma niewielki dostęp do Morza Karaibskiego (Zatoka Honduraska).
Skrajne punkty:
- północny 17°49′N,
- południowy 13°44′N,
- zachodni 92°13′W,
- wschodni 88°14′W.

Rozciągłość południkowa wynosi 450 km, a równoleżnikowa 430 km.
Gwatemala graniczy z następującymi państwami:

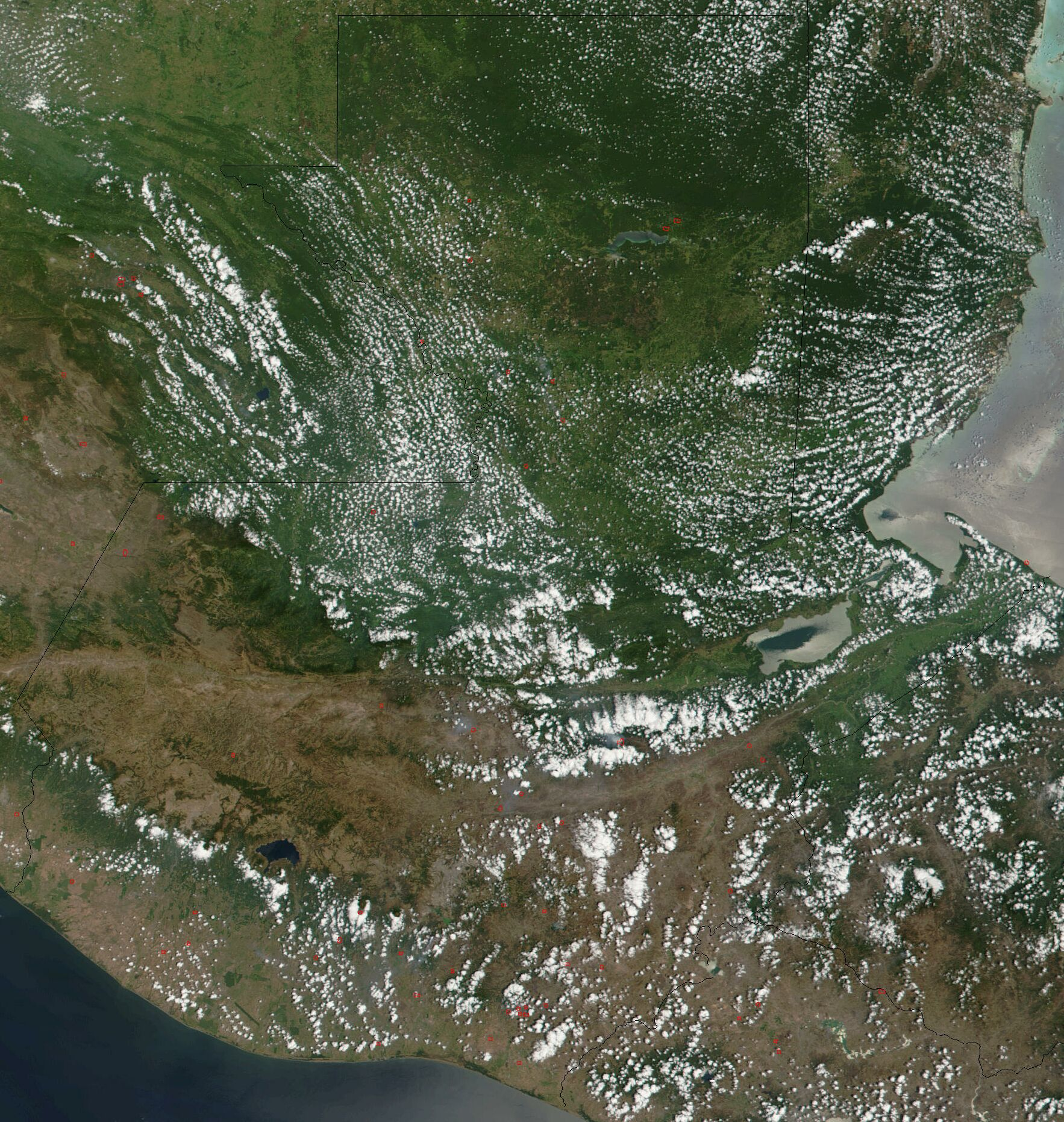
Zdjęcie satelitarne Gwatemali

- Meksyk – 961 km
- Belize – 266 km
- Honduras – 256 km
- Salwador – 203 km

Linia brzegowa – 400 km.

## Ukształtowanie poziome
Linia brzegowa na pacyficznym wybrzeżu jest słabo rozwinięta, niemal na całej długości ma wybitnie wyrównany charakter i jest całkowicie pozbawiona zatok i półwyspów. Inaczej jest z niewielkim odcinkiem wybrzeża na północy. Linia brzegowa karaibskiego wybrzeża jest urozmaicona, Zatoka Honduraska jest w tym regionie nacechowana mniejszymi zatokami. Wybrzeże gwatemalskie na całej swej długości jest płaskie, na północy w wielu miejscach jest mangrowe i zabagnione. Wybrzeże na południu zaliczane jest do typu lagunowego.

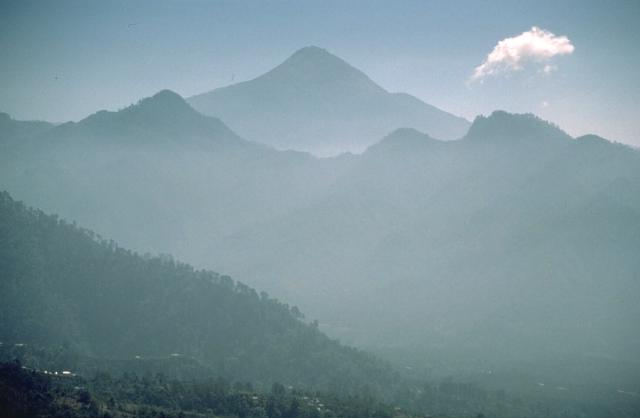
Wulkan Tajumulco (4220 m n.p.m.)

## Budowa geologiczna
Trzon Gwatemali stanowią sfałdowane w orogenezie alpejskiej góry wchodzące w skład systemu północnoamerykańskich Kordylierów. System górski na obszarze Gwatemali budują skały różnego wieku. Najstarsze są fragmenty paleozoicznych intruzji, których główny udział stanowią granity. Do starych struktur należą zmetamorfizowane sekwencje paleozoiczne i dolnopaleozoiczne skały osadowe. Wyżej wymienione struktury geologiczne stanowią jądrowe partie sfałdowanych i nasuniętych jednostek strukturalnych. Gwatemalskie Kordyliery przykryte są młodszymi osadami wulkanicznymi jakimi są świeże lawy oraz tufy wulkaniczne. Region, na południu systemu Kordylierów jest aktywny wulkanicznie. Większość stożków wulkanicznych jest uśpiona lub wygasła, ale liczne są także wulkany czynne. Leżąca na północy nizina Petén, dzieli się na dwie strefy geologiczne. Na południu są to pofałdowane utwory kredowe, a północna część, leżąca na Jukatanie jest zbudowana z osadów paleoceńskich, eoceńskich i czwartorzędowych. Gwatemala leży ponadto w strefie aktywności sejsmicznej.

### Wulkany
Na terenie Gwatemali istnieje kilkadziesiąt wulkanów. W czasie ostatnich 200 lat aktywność wulkaniczną (erupcje) przejawiało 9 wulkanów.
- Tajumulco, 4220 m n.p.m. (najwyższy szczyt Gwatemali), ostatnia erupcja 1863, 15°02′04″N 91°54′12″W/15,034444 -91,903333
- Tacaná, 4060 m n.p.m., ostatnia erupcja 1987, 15°07′48″N 92°06′45″W/15,130000 -92,112500
- Acatenango, 3976 m n.p.m., ostatnia erupcja 1972, 14°30′02″N 90°52′33″W/14,500556 -90,875833
- Santa María, 3772 m n.p.m., ostatnia erupcja 2010, 14°45′21″N 91°33′06″W/14,755833 -91,551667
- Volcán de Fuego, 3763 m n.p.m., 61 erupcji (ostatnia w 2018), 14°28′28″N 90°52′49″W/14,474444 -90,880278
- Agua, 3760 m n.p.m., erupcja w holocenie – nieaktywny, 14°27′53″N 90°44′35″W/14,464722 -90,743056
- Santo Tomas, 3542 m n.p.m., erupcja 84 tys. lat temu – nieaktywny, 14°42′37″N 91°28′43″W/14,710278 -91,478611
- Atitlán, 3535 m n.p.m., kilkanaście erupcji (ostatnia w 1856), 14°34′58″N 91°11′11″W/14,582778 -91,186389
- Siete Orejas, 3370 m n.p.m., nieaktywny, 14°48′53″N 91°37′04″W/14,814722 -91,617778
- Almolonga (Cerro Quemado), 3197 m n.p.m., ostatnia erupcja 1818, 14°49′N 91°29′W/14,816667 -91,483333
- Tolimán, 3158 m n.p.m., erupcja w holocenie – nieaktywny, 14°36′45″N 91°11′21″W/14,612500 -91,189167
- San Pedro, 3020 m n.p.m., nieaktywny, 14°39′21″N 91°15′57″W/14,655833 -91,265833
- Pacaya, 2552 m n.p.m., 23 erupcje (ostatnia w 2010), 14°22′51″N 90°36′04″W/14,380833 -90,601111
- Santiaguito, 2500 m n.p.m., ostatnia erupcja 2000, 14°44′N 91°34′W/14,733333 -91,566667
- Jumay, 2176 m n.p.m., nieaktywny, 14°42′N 90°00′W/14,700000 -90,000000
- Suchitán, 2042 m n.p.m., ostatnia erupcja 1469 – nieaktywny, 14°24′N 89°47′W/14,400000 -89,783333
- Cerro de Oro, 1892 m n.p.m., nieaktywny, 14°39′50″N 91°10′41″W/14,663889 -91,178056
- Tecuamburro, 1845 m n.p.m., erupcja 960 p.n.e. – nieaktywny, 14°09′22″N 90°24′25″W/14,156111 -90,406944
- Jumaytepeque, 1815 m n.p.m., erupcja w holocenie – nieaktywny, 14°20′08″N 90°16′10″W/14,335556 -90,269444
- Chingo, 1775 m n.p.m., nieaktywny, 14°07′N 89°44′W/14,116667 -89,733333
- Tahual, 1716 m n.p.m., nieaktywny, 14°26′N 89°54′W/14,433333 -89,900000
- Moyuta, 1662 m n.p.m., nieaktywny, 14°02′N 90°06′W/14,033333 -90,100000
- Ipala, 1650 m n.p.m., nieaktywny, 14°33′N 89°38′W/14,550000 -89,633333
- Flores, 1600 m n.p.m., nieaktywny, 14°18′28″N 89°59′32″W/14,307778 -89,992222
- Cuilapa-Barbarena, 1454 m n.p.m., erupcja w holocenie – nieaktywny, 14°20′N 90°24′W/14,333333 -90,400000
- Ixtepeque, 1292 m n.p.m., erupcja w holocenie – nieaktywny, 14°25′N 89°41′W/14,416667 -89,683333
- Quezaltepeque, 1200 m n.p.m., nieaktywny, 14°34′N 89°27′W/14,566667 -89,450000
- Cerro Santiago, 1192 m n.p.m., nieaktywny, 14°20′N 89°52′W/14,333333 -89,866667
- Chiquimula Volcanic Field, 1192 m n.p.m., nieaktywny, 14°50′N 89°33′W/14,833333 -89,550000

## Rzeźba
Gwatemala dzieli się na dwie głównie jednostki fizycznogeograficzne, są to: Kordyliery i Pobrzeże Zatoki Honduraskiej. Ukształtowanie powierzchni kraju pozwala na wyróżnienie czterech regionów geograficznych. Regionami tymi są: nizina Petén, obejmująca północną część kraju, Kordyliery na południu, La Costa – wybrzeże Pacyfiku i wybrzeże Morza Karaibskiego.
Nizina Petén to nisko położony obszar, który zajmuje około ⅓ powierzchni kraju. Region ten jest wybitnie nizinny i najwyższe wzniesienie sięga 190 m n.p.m. Wybrzeże Morza Karaibskiego stanowi najniższą, wyodrębnioną część niziny Petén. Kordyliery zajmują południową i środkową części kraju i dzielą się na kilka pasm poprzecinanych dolinami rzecznymi, zapadliskami tektonicznymi i śródgórskimi wyżynami. Północne łańcuchy obejmują trzy pasma: Alto Cuchumatanes leżące w zachodniej części kraju, Sierra de Chama i Alta Verapaz, które ciągną się ku wschodowi. Na południe od tych pasm, ciągną się środkowe pasma Kordylierów. Największym jest Sierra Madre, pasmo tych gór obejmuje także Meksyk, Honduras i Salwador. Położone we wschodniej części pasmo Sierra de las Minas jest najwyższe w środkowej części Kordylierów, najwyższy szczyt sięga 3140 m n.p.m. Południowa część Kordylierów oddzielona jest głęboką doliną rzeki Motagua. Zachodnia część południowego odcinka Kordylierów to Los Altos, gdzie znajdują się najwyższe szczyty Gwatemali. Najwyższym szczytem tego regionu i kraju jest czynny wulkan Tajumulco o wysokości 4220 m n.p.m. Wschodnia część południowego pasma Kordylierów jest niższa. Południowe stoki tego wulkanicznego pasma stromo opadają ku nadpacyficznej nizinie La Costa. Nizina ta jest szeroka do 60 km i ciągnie się na całej długości pacyficznego wybrzeża.

## Klimat
Gwatemala leży w strefie klimatów okołorównikowych. Południowa część kraju leży w strefie klimatu podrównikowego wilgotnego, a północna w strefie równikowego. W górach występuje piętrowość klimatyczna. Północna część kraju jest wilgotniejsza, będąca pod wpływem ciepłych i wilgotnych prądów morskich, zaś południowa część dostaje się pod wpływ suchszych mas pacyficznych. Południowe wybrzeże obmywa przedłużenie zimnego Prądu Kalifornijskiego.
Istotny wpływ na temperatury ma wysokość nad poziomem morza. W Gwatemali można wyróżnić trzy piętra klimatyczne, jakimi są: piętro gorące, umiarkowane i chłodne. Piętro gorące do 600 m n.p.m. cechuje się temperaturą od +23 do +26 °C. Piętro umiarkowane leżące na wysokościach 600 do 1800 m n.p.m. to temperatury od +22 °C na wysokości 700 m n.p.m. do +12 °C na wysokości 1800 m n.p.m. Piętro chłodne leży powyżej 1800 m n.p.m., gdzie na 2000 m n.p.m. średnia wynosi ok. +10 °C.
Opady są zróżnicowane. Najwyższe wartości opadowe występują na północy kraju, gdzie wpływ na nie ma pasat północno-wschodni i ciepłe prądy morskie. Średnie wartości wynoszą od 2000 do 3000 mm. Nad Oceanem Spokojnym opady są dużo niższe i wynoszą od 500 do 1000 mm. W Gwatemali występują dwie pory roku: deszczowa i sucha, obie trwają po sześć miesięcy, jednak na południu kraju pora sucha jest wyraźne zaznaczona (niewielkie opady lub brak opadów). Na północy w czasie całej pory suchej występują opady deszczu, choć z mniejszym natężeniem.

## Wody

### Rzeki
Sieć rzeczna kraju jest gęsta, a wpływ na to ma rzeźba terenu i duże opady. Gwatemala należy do zlewisk dwóch oceanów: Pacyfiku i Atlantyku. Rzeki uchodzące do Pacyfiku są krótkie i nacechowana bystrzami i progami. Największe rzeki uchodzą do Zatoki Honduraskiej. Do Zatoki Meksykańskiej uchodzi najdłuższa, 1200 km Usumacinta, która jest rzeką graniczną z Meksykiem na środkowym odcinku granicy. Drugą co do długości rzeką kraju jest Motagua (486,5 km). W północnej części niziny Petén duże obszary pokryte są terenami bagiennymi.

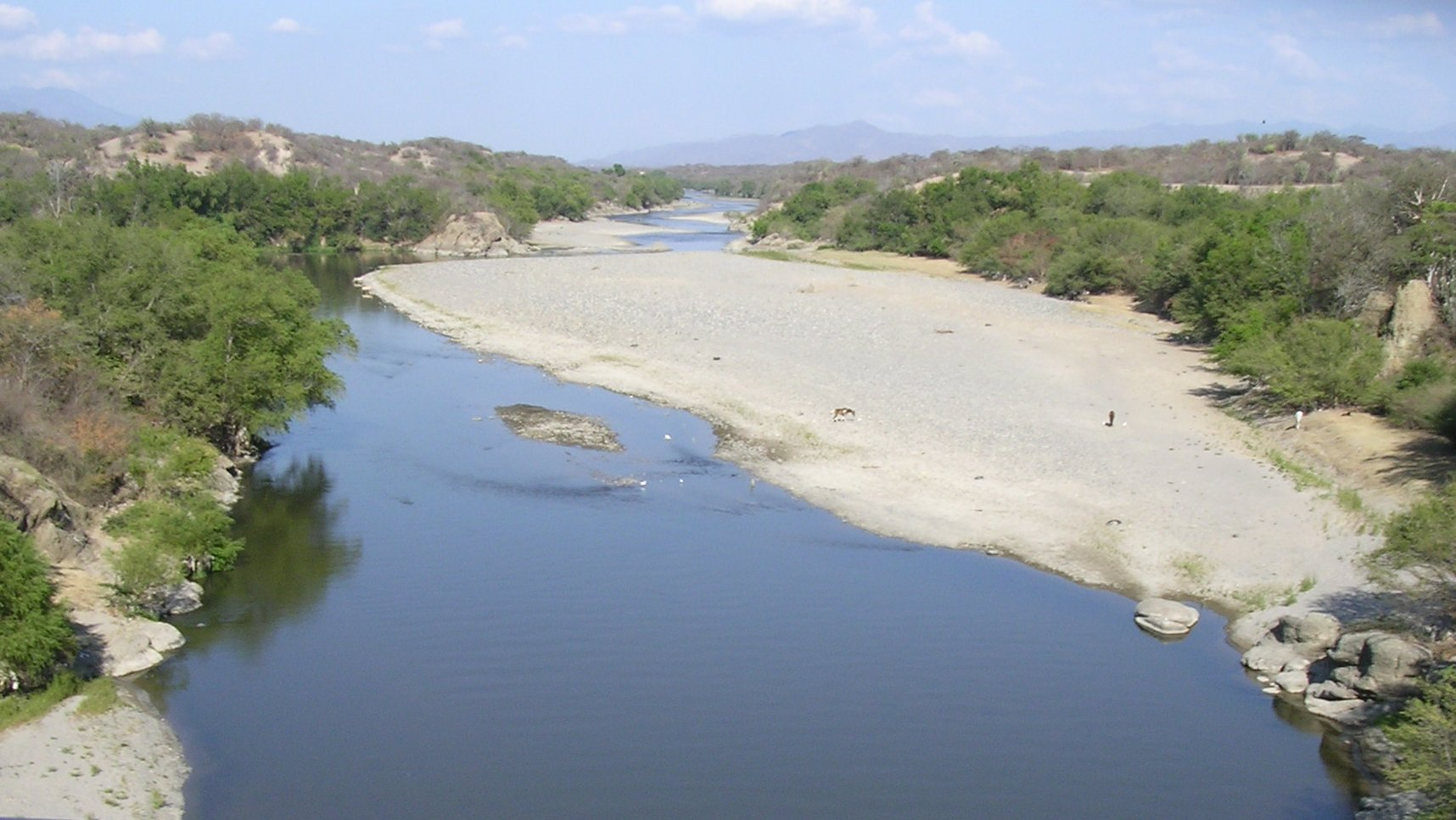
Rzeka Motagua

Najdłuższe rzeki Gwatemali (dł. >40 km)
- Usumacinta dł. 1200 km, dorzecze 106 000 km² śr. przepływ 1559 m³/s, źr. 950 m n.p.m.
- Motagua dł. 486,55 km; dorzecze 12 716 km², śr. przepływ 208,7 m³/s; źr. 1800 m n.p.m.
- Lempa dł. 421,6 km; dorzecze 18 500 km², śr. przepływ 435 m³/s, źr. 2085 m n.p.m.
- Chixoy dł. 417,9 km; dorzecze 12 150 km², śr. przepływ 551 m³/s, źr. 2012 m n.p.m.
- La Pasión dł. 353,9 km; dorzecze 12 156 km², śr. przepływ 322,8 m³/s; źr. 200 m n.p.m.
- Belize dł. 290,0 km; dorzecze 8159 km², źr. 80 m n.p.m.
- Hondo dł. 209,0 km; dorzecze 13 500 km²
- Cahabón dł. 195,95 km; dorzecze 2459 km², śr. przepływ 164,2 m³/s; źr. 1600 m n.p.m.
- Polochic dł. 193,65 km; dorzecze 2811 km², śr. przepływ 78,3 m³/s; źr. 88 m n.p.m.
- San Pedro dł. 186,25 km; dorzecze 14 335 km², śr. przepływ 52,9 m³/s; źr. 200 m n.p.m.
- Suchiate dł. 161,0 km; dorzecze 1400 km², źr. 3000 m n.p.m.
- Coyolate dł. 154,95 km; dorzecze 1648 km², śr. przepływ 15,6 m³/s; źr. 2400 m n.p.m.
- Samalá dł. 145,0 km; dorzecze 1510 km², śr. przepływ 10,36 m³/s; źr. 3200 m n.p.m.
- Los Esclavos dł. 144,8 km; dorzecze 2271 km², śr. przepływ 15,8 m³/s; źr. 2000 m n.p.m.
- Paz dł. 133,8 km; dorzecze 2661 km², śr. przepływ 23,2 m³/s; źr. 1700 m n.p.m.
- Nahualate dł. 130,3 km; dorzecze 2005 km², śr. przepływ 71,2 m³/s; źr. 3000 m n.p.m.
- Madre Vieja dł. 125,5 km; dorzecze 1007 km², śr. przepływ 8,0 m³/s; źr. 2400 m n.p.m.
- Salinas dł. 112,7 km; śr. przepływ 551,0 m³/s
- Ocosito dł. 106,8 km; dorzecze 3158 km², śr. przepływ 31,1 m³/s; źr. 2600 m n.p.m.
- Naranjo dł. 104,55 km; dorzecze 1273 km² śr. przepływ 20,7 m³/s; źr. 2300 m n.p.m.
- Selegua dł. 101,75 km; dorzecze 1535 km², śr. przepływ 38 m³/s, źr. 2200 m n.p.m.
- Azul dł. 87,0 km; śr. przepływ 31,47 m³/s
- Río Grande de Zacapa dł. 86,55 km; dorzecze 2462 km², śr. przepływ 28,5 m³/s
- María Linda dł. 70,1 km; dorzecze 2727 km², śr. przepływ 16,3 m³/s; źr. 1600 m n.p.m.
- Cabuz dł. 60,8 km; śr. przepływ 21,3 m³/s
- Villalobos dł. 58,0 km; śr. przepływ 0,778 m³/s; źr. 1900 m n.p.m.
- Sis-Icán dł. 52,8 km; dorzecze 919 km² śr. przepływ 35,6 m³/s; źr. 1200 m n.p.m.
- Mopan dł. 50 km; źr. 850 m n.p.m.
- Dulce dł. 43 km, dorzecze 3435 km², źr. 88 m n.p.m.
- Cabajchum dł. 20 km
- Cuilco dorzecze 2274 km², śr. przepływ 16,96 m³/s; źr. 3000 m n.p.m.
- Ostúa-Güija dorzecze 2243 km²
- Sarstún dł. 111 km, dorzecze 2303 km², źr. 300 m n.p.m.
- Ixcán dorzecze 2085 km², źr. 2700 m n.p.m.
- Nentón dorzecze 1451 km², źr. 2000 m n.p.m.
- Xaclbal dorzecze 1366 km²
- Achiguate dorzecze 1291 km², źr. 1700 m n.p.m.
- Pojom dorzecze 813 km²
- Acomé dorzecze 706 km², śr. przepływ 27,0 m³/s
- Atitlán dorzecze 541 km²
- Paso Hondo dorzecze 512 km²
- Olopa dorzecze 310 km²
- Coatán dorzecze 270 km², śr. przepływ 1,29 m³/s

Pozostałe rzeki o przepływie <55 m³/s
- Matanzas śr. przepływ 52,93 m³/s
- Gracias a Dios śr. przepływ 28,16 m³/s
- Los Platanos śr. przepływ 25,03 m³/s
- Boca Nueva śr. przepływ 12,48 m³/s
- Aguacapa śr. przepływ 11 m³/s, źr. 1850 m n.p.m.
- Nahuatan śr. przepływ 10,8 m³/s
- Melendrez śr. przepływ 10,26 m³/s
- Machaquila śr. przepływ 8,64 m³/s
- Cutzan śr. przepływ 6,08 m³/s
- Michatoya śr. przepływ 4,80 m³/s
- Salamá śr. przepływ 2,98 m³/s; źr. 1707 m n.p.m.
- Machaquila śr. przepływ 2,07 m³/s
- Sunzapote śr. przepływ 2,07 m³/s
- Quixaya śr. przepływ 1,88 m³/s
- Las Flautas śr. przepływ 1,57 m³/s
- Chilasco śr. przepływ 1,18 m³/s
- Guacalate śr. przepływ 1,16 m³/s
- Mongoy śr. przepływ 1,04 m³/s
- Panajachel śr. przepływ 0,35 m³/s
- Pantaleón źr. 2400 m n.p.m.
- Las Vacas źr. 1800 m n.p.m.
- Bobos źr. 600 m n.p.m.
- Holmul źr. 400 m n.p.m.
- Chocón Machacas źr. 100 m n.p.m.
- Oc
- Pueblo Viejo

### Jeziora
Cechą wód Gwatemali jest występowanie kilkudziesięciu jezior. Największym jest Izabal o powierzchni 589,6 km², które jest zbiornikiem pochodzenia tektonicznego. Drugim co do wielkości jest Atítlán (pow. 130,1 km²).
Największe jeziora Gwatemali (pow. >10 km²)
- Izabal: pow. 589,6 km²; gł. 18 m; wys. 0,9 m n.p.m.; temp. wody +28,1 °C 15°24′02″N 89°20′00″W/15,400556 -89,333333
- zbiornik Chixoy: pow. 140,0 km²; 15°15′N 90°30′W/15,250000 -90,500000
- Atitlán: pow. 125,7 km²; gł. 318 m; wys. 1562 m n.p.m.; temp. wody +21 °C 14°42′02″N 91°11′48″W/14,700556 -91,196667
- Petén Itzá: pow. 111,53 km²; gł. 160 m; wys. 110 m n.p.m.; temp. wody +30,6 °C 16°54′00″N 89°41′41″W/16,900000 -89,694722
- El Golfete: pow. 61,8 km²; gł. 20 m; wys. 8 m n.p.m.; temp. wody +32 °C 15°45′53″N 88°50′10″W/15,764722 -88,836111
- Güija: pow. 45,0 km²; gł. 25 m; wys. 427 m n.p.m.; temp. wody +30 °C 14°16′05″N 89°33′50″W/14,268056 -89,563889
- Amatitlán: pow. 15,2 km²; gł. 28 m; wys. 1188 m n.p.m.; temp. wody +24 °C 14°27′50″N 90°36′10″W/14,463889 -90,602778
- Ayarza: pow. 14,0 km²; gł. 230 m; wys. 1410 m n.p.m.; temp. wody +23 °C 14°25′N 90°08′W/14,416667 -90,133333
- Perdida: pow. 10,7 km²; wys. 80 m n.p.m.; 17°04′N 90°13′W/17,066667 -90,216667

Jeziora o powierzchni >3 km²
- Yaxhá: pow. 9,50 km²; gł. 27 m; wys. 180 m n.p.m.; 17°04′N 89°24′W/17,066667 -89,400000
- Bujajal: pow. 8,24 km²; wys. 2 m n.p.m.; 15°26′N 89°22′W/15,433333 -89,366667
- Petenchel: pow. 6,25 km²; wys. 110 m n.p.m.; 16°56′N 89°50′W/16,933333 -89,833333
- Petexbatún: pow. 5,40 km²; wys. 130 m n.p.m.; 16°26′00″N 90°11′15″W/16,433333 -90,187500
- Sacnab: pow. 5,30 km²; wys. 180 m n.p.m.; 17°03′40″N 89°22′00″W/17,061111 -89,366667
- Laguna Lachuá: pow. 4,20 km²; gł. 220 m; wys. 173 m n.p.m.; 15°55′00″N 90°40′30″W/15,916667 -90,675000
- Laguna Brava: pow. 3,80 km²; gł. 35 m; wys. 1150 m n.p.m.; 16°03′28″N 91°33′50″W/16,057778 -91,563889
- San Diego: pow. 3,70 km²; wys. 160 m n.p.m.; 16°56′00″N 90°24′40″W/16,933333 -90,411111
- Sacpuy: pow. 3,45 km²; gł. 4 m; wys. 140 m n.p.m.; 16°59′00″N 90°01′30″W/16,983333 -90,025000
- Güiscoyol: pow. 3,10 km²; gł. 15 m; wys. 15 m n.p.m.; temp. wody +25 °C 14°14′06″N 91°43′28″W/14,235000 -91,724444
- Salpetén: pow. 3,01 km²; gł. 36 m; wys. 200 m n.p.m.; 16°59′N 80°40′W/16,983333 -80,666667

Jeziora o powierzchni >1 km²
- Oquevix: pow. 2,75 km²; wys. 160 m n.p.m.; 16°39′N 89°45′W/16,650000 -89,750000
- La Gloria: pow. 2,30 km²; wys. 160 m n.p.m.; 16°57′00″N 90°29′50″W/16,950000 -90,497222
- Macanché: pow. 2,297 km²; gł. 60 m; wys. 175 m n.p.m.; 16°58′20″N 89°37′40″W/16,972222 -89,627778
- Quexil: pow. 2,221 km²; gł. 35 m; wys. 125 m n.p.m.; 16°55′20″N 89°46′30″W/16,922222 -89,775000
- Las Pozas: pow. 2,00 km²; wys. 150 m n.p.m.; 16°20′50″N 90°10′00″W/16,347222 -90,166667
- Retana: pow. 1,93 km²; wys. 1040 m n.p.m.; 14°20′00″N 89°51′10″W/14,333333 -89,852778
- San Juan Acul: pow. 1,75 km²; wys. 130 m n.p.m.; 16°33′N 90°18′W/16,550000 -90,300000
- El Amatillo: pow. 1,40 km²; gł. 5 m; wys. 11 m n.p.m.; 15°24′11″N 89°21′31″W/15,403056 -89,358611
- El Casco: pow. 1,15 km²; wys. 130 m n.p.m.; 16°33′28″N 90°16′35″W/16,557778 -90,276389
- Champoxté: pow. 1,02 km²; wys. 199 m n.p.m.; 17°03′38″N 89°29′27″W/17,060556 -89,490833

Jeziora o powierzchni <1 km²
- Mesa: pow. 0,975 km²; wys. 95 m n.p.m.; 14°24′35″N 91°40′30″W/14,409722 -91,675000
- El Comendador: pow. 0,875 km²; gł. 11 m; wys. 25 m n.p.m.; temp. wody +30,8 °C 13°57′37″N 90°15′00″W/13,960278 -90,250000
- Maxbal: pow. 0,80 km²; gł. 20 m; wys. 1220 m n.p.m.; 15°58′30″N 91°18′10″W/15,975000 -91,302778
- El Pino: pow. 0,72 km²; gł. 12 m; wys. 1016 m n.p.m.; temp. wody +26 °C 14°20′35″N 90°23′49″W/14,343056 -90,396944
- El Tintal: pow. 0,70 km²; wys. 224 m n.p.m.; 16°59′18″N 89°37′03″W/16,988333 -89,617500
- Lancajá: pow. 0,70 km²; wys. 180 m n.p.m.; 17°04′09″N 89°27′49″W/17,069167 -89,463611
- Ipala: pow. 0,59 km²; gł. 25 m; wys. 1482 m n.p.m.; 14°33′12″N 89°38′39″W/14,553333 -89,644167
- El Castaño: pow. 0,55 km²; gł. 20 m; wys. 38 m n.p.m.; 14°16′30″N 91°45′00″W/14,275000 -91,750000
- Calderas: pow. 0,525 km²; gł. 20 m; wys. 1778 m n.p.m.; temp. wody +23 °C 14°24′39″N 90°35′09″W/14,410833 -90,585833
- Chichoj: pow. 0,51 km²; gł. 25 m; wys. 1370 m n.p.m.; temp. wody +19,9 °C 15°24′46″N 90°28′44″W/15,412778 -90,478889
- El Temblor: pow. 0,35 km²; wys. 9 m n.p.m.; 15°24′10″N 89°36′20″W/15,402778 -89,605556
- Sepalau (Lanquín): pow. 0,35 km²; wys. 482 m n.p.m.; 15°33′13″N 90°00′42″W/15,553611 -90,011667
- Mangal: pow. 0,30 km²; wys. 130 m n.p.m.; 16°33′00″N 90°15′25″W/16,550000 -90,256944
- Palo Blanco: pow. 0,23 km²; wys. 42 m n.p.m.; 14°10′02″N 91°22′06″W/14,167222 -91,368333
- Sepalau (Chisec): pow. 0,225 km²; wys. 235 m n.p.m.; 15°47′16″N 90°13′04″W/15,787778 -90,217778
- Lemoa: pow. 0,225 km²; gł. 2 m; wys. 1935 m n.p.m.; 14°59′07″N 91°06′27″W/14,985278 -91,107500
- Chicabal: pow. 0,22 km²; gł. 331 m; wys. 2712 m n.p.m.; temp. wody +15 °C 14°47′15″N 91°39′20″W/14,787500 -91,655556
- Tortugas: pow. 0,22 km²; wys. 250 m n.p.m.; 15°59′30″N 90°35′45″W/15,991667 -90,595833
- Ocubilá: pow. 0,20 km²; gł. 18 m; wys. 1985 m n.p.m.; temp. wody +19 °C 15°20′26″N 91°25′46″W/15,340556 -91,429444
- Del Hoyo: pow. 0,15 km²; gł. 40 m; wys. 995 m n.p.m.; 14°27′50″N 89°53′26″W/14,463889 -89,890556
- Ixpaco: pow. 0,13 km²; wys. 1100 m n.p.m.; 14°11′28″N 90°25′28″W/14,191111 -90,424444
- Miravel: pow. 0,125 km²; gł. 18 m; wys. 1520 m n.p.m.; 15°59′55″N 91°34′42″W/15,998611 -91,578333
- Grande: pow. 0,10 km²; wys. 15 m n.p.m.; 13°53′15″N 90°10′20″W/13,887500 -90,172222
- Palizada: pow. 0,10 km²; wys. 9 m n.p.m.; 15°24′40″N 89°35′00″W/15,411111 -89,583333

## Gleby
Powszechnymi glebami są typowe dla regionu Karaibów ciemnoczerwone i czerwone gleby ferralitowe. W górach tereny pokrywają subalpejskie i alpejskie gleby górskie.

## Flora
Szata roślinna jest zróżnicowana i dobrze zachowana. Na północy rosną lasy tropikalne, gdzie najczęściej spotykanymi gatunkami są palmy, bambusy, mahonie i drzewa różane. Ponadto w lasach tych charakterystyczne są epifity i liany. Na Zatoką Honduraską występują fragmenty lasów namorzynowych. Obszary skrasowiałe porasta roślinność sawannowa, gdzie dominują suchorośla oraz kaktusy. Na zróżnicowanie roślinności ma wysokość nad poziomem morza, występuje piętrowość roślinna. Piętro umiarkowane porastają lasy podzwrotnikowe wiecznie zielone i częściowo tracące liście. Wyżej rosną suche lasy, głównie sosnowe oraz kolczaste zarośla. Lasy zajmują około 40% powierzchni kraju.

## Fauna
Świat zwierząt jest zróżnicowany podobnie jak roślinność. Gwatemala należy do dzielnicy środkowoamerykańskiej, krainy neotropikalnej. Występuje bogactwo gatunkowe. Do dużych ssaków należą jelenie, jaguary, tapiry i pumy. W lasach równikowych powszechne są węże, w tym gatunki jadowite i wiele gatunków owadów oraz pajęczaków, jak np. jadowite ptaszniki. Bogaty jest świat ptaków, gdzie charakterystycznym jest ptakiem jest kwezal, który widnieje na godle kraju. 8% powierzchni kraju znajduje się pod ochroną.